# Wereldkampioenschap schaatsen allround kwalificatie 2000 (Noord-Amerika & Oceanië)
De tweede editie van de Continentale kampioenschappen schaatsen voor Noord-Amerika & Oceanië werden gehouden op 14,15 en 16 januari 2000 in de Olympic Oval te Calgary, Canada.
Vanaf de editie van 1999 was het aantal deelnemers aan het WK Allround door de ISU op 24 deelnemers vastgesteld. De startplaatsen werd voortaan per continent verdeeld. Voor Europa werd het EK allround tevens het kwalificatietoernooi voor het WK allround. Voor Azië en Noord-Amerika & Oceanië waren er door de ISU in 1999 speciaal kwalificatietoernooien voor georganiseerd.
In 2000 namen er uit Noord-Amerika vijf mannen en vier vrouwen deel aan het WK allround.
| vrijdag 14 januari                                   | zaterdag 15 januari                                     | zondag 16 januari                      |
| ---------------------------------------------------- | ------------------------------------------------------- | -------------------------------------- |
| 500 meter vrouwen 500 meter mannen 5000 meter mannen | 1500 meter vrouwen 1500 meter mannen 3000 meter vrouwen | 5000 meter vrouwen 10.000 meter mannen |

## Mannentoernooi
Er namen twaalf mannen aan deze editie mee. Zes uit Canada en zes uit de Verenigde Staten. De Canadees Kevin Marshall prolongeerde zijn titel van dit "Continentaal Kampioenschap". De top vijf van dit klassement nam ook deel aan het WK Allround waar Kevin Marshall op de negende plaats ook de hoogst geklasseerde Noord-Amerikaan werd.

### Eindklassement
| Rang   | Schaatser       | Land             | Punten  | 500m           | 5000m        | 1500m        | 10.000m       |
| ------ | --------------- | ---------------- | ------- | -------------- | ------------ | ------------ | ------------- |
| Goud   | Kevin Marshall  | Canada           | 153,768 | 36,72 (4)      | 6.34,82 (2)  | 1.47,49 (1)  | 13.54,72 (2)  |
| Zilver | Derek Parra     | Verenigde Staten | 154,009 | 36,89 (5)      | 6.34,43 (1)  | 1.47,55 (2)  | 13.56,52 (4)  |
| Brons  | Steven Elm      | Canada           | 154,460 | 37,34 (7)      | 6.36,37 (3)  | 1.48,07 (4)  | 13.49,20 (1)  |
| 4      | KC Boutiette    | Verenigde Staten | 154,609 | 36,66 (3)      | 6.40,40 (6)  | 1.48,13 (5)  | 13.57,33 (5)  |
| 5      | Mark Knoll      | Canada           | 155,244 | 37,11 (6)      | 6.39,25 (5)  | 1.48,54 (6)  | 14.00,59 (6)  |
| 6      | Nick Pearson    | Verenigde Staten | 156,434 | 36,44 (2)      | 6.47,59 (10) | 1.47,93 (3)  | 14.25,18 (12) |
| 7      | Joey Cheek      | Verenigde Staten | 156,942 | 36,16 (1)      | 6.57,32 (12) | 1.49,08 (8)  | 14.13,81 (9)  |
| 8      | Peter Volcic    | Canada           | 157,096 | 37,61 (8)      | 6.41,14 (7)  | 1.50,43 (11) | 14.11,24 (8)  |
| 9      | Philippe Marois | Canada           | 157,947 | 37,61 (8)      | 6.50,11 (11) | 1.49,31 (9)  | 14.17,80 (11) |
| 10     | Jason Hedstrand | Verenigde Staten | 159,788 | 39,23 (10)     | 6.46,49 (9)  | 1.53,11 (12) | 14.04,13 (7)  |
| 11     | Jondon Trevena  | Verenigde Staten | 192,060 | 1.13,32 * (11) | 6.42,47 (8)  | 1.50,14 (10) | 13.55,60 (3)  |
| 12     | Dustin Molicki  | Canada           | 194,948 | 1.16,13 * (12) | 6.38,02 (4)  | 1.48,92 (7)  | 14.14,20 (10) |

Vet gezet is kampioenschapsrecord 

(* = gevallen)

## Vrouwentoernooi
Er namen twaalf vrouwen aan deze editie mee. Zes uit Canada en zes uit de Verenigde Staten. De Canadese Cindy Overland werd de tweede winnares van dit "Continentaal Kampioenschap". De top vier van dit klassement nam ook deel aan het WK Allround waar Cindy Overland op de negende plaats ook de hoogst geklasseerde Noord-Amerikaanse werd.

### Eindklassement
| Rang   | Schaatsster        | Land             | Punten  | 500m       | 1500m        | 3000m        | 5000m        |
| ------ | ------------------ | ---------------- | ------- | ---------- | ------------ | ------------ | ------------ |
| Goud   | Cindy Overland     | Canada           | 165,427 | 39,89 (3)  | 1.59,28 (1)  | 4.11,64 (1)  | 7.18,37 (3)  |
| Zilver | Cindy Klassen      | Canada           | 166,035 | 39,46 (2)  | 2.00,47 (3)  | 4.16,76 (5)  | 7.16,26 (2)  |
| Brons  | Jennifer Rodriguez | Verenigde Staten | 166,049 | 39,36 (1)  | 1.59,53 (2)  | 4.14,03 (3)  | 7.25,08 (5)  |
| 4      | Kristina Groves    | Canada           | 166,835 | 40,81 (4)  | 2.00,80 (4)  | 4.13,09 (2)  | 7.15,78 (1)  |
| 5      | Nicole Slot        | Canada           | 170.574 | 42,37 (10) | 2.03,54 (5)  | 4.15,40 (4)  | 7.24,58 (4)  |
| 6      | Sarah Elliott      | Verenigde Staten | 173,052 | 41,61 (7)  | 2.03,61 (6)  | 4.21,49 (6)  | 7.46,58 (8)  |
| 7      | Tara Risling       | Canada           | 173,282 | 41,92 (9)  | 2.05,29 (10) | 4.22,86 (9)  | 7.37,89 (6)  |
| 8      | Ann Driscoll       | Verenigde Staten | 173,868 | 40,88 (5)  | 2.04,33 (7)  | 4.29,07 (12) | 7.47,00 (9)  |
| 9      | Catherine Raney    | Verenigde Staten | 174,166 | 42,91 (12) | 2.04,66 (8)  | 4.21,70 (7)  | 7.40,87 (7)  |
| 10     | Selina Elm         | Canada           | 174,222 | 41,80 (8)  | 2.05,27 (9)  | 4.21,79 (8)  | 7.50,35 (10) |
| -      | Shana Sundstrom    | Verenigde Staten | 126,963 | 41,05 (6)  | 2.05,68 (11) | 4.24,12 (10) | nf           |
| -      | Jackie Linell      | Verenigde Staten | 130,176 | 42,88 (11) | 2.07,41 (12) | 4.28,96 (11) | ns           |

Vet gezet is kampioenschapsrecord